# Molí Nou de Passerell
El Molí Nou de Passerell fou un molí situat al municipi de Moià, a la comarca del Moianès.
Està situat al nord-est de la vila de Moià, al sud de la masia de Passerell, a la qual pertanyia. És a la dreta de la riera de Passerell, a migdia de l'Embassament de Molí Nou i a l'esquerra del torrent de la Vinya. Queda al sud, aigües avall, del Molí Vell de Passerell.
L'edifici del molí ha sofert diverses midificacions al llarg del temps. Va ser uns dels darrers molins en deixar de funcionar al municipi.
A l'entorn del molí, en un lloc que constitueix un bell paisatge natural, s'ha construït una zona de pícnic que és el destí d'un dels itineraris de natura dels voltants de Moià.